# Laurent Roger
Laurent Roger est un footballeur français, né le 27 octobre 1964 à Plachy-Buyon (Somme), qui jouait au poste de milieu de terrain du début des années 1980 jusqu'au milieu des années 1990.

## Biographie
Formé au SC Abbeville, il débute avec l'équipe première en Division 2 en 1982.
Son principal fait d'armes est de tenir tête au Paris Saint-Germain le 12 mars 1983, lors du 1/16e de finale de Coupe de France, où Abbeville gagne le match retour 1-0 au stade Paul-Delique, après avoir perdu 2-0 à l'aller au Parc des Princes.
Il dispute un total de 39 matchs en Division 2 entre 1982 et 1987, inscrivant 1 but.

## Carrière
- 1982-1987 :  : SC Abbeville (D2)
- 1987-1993 :  : US Saint-Omer (CFA)